# Lambula
Lambula is een geslacht van vlinders van de familie van de spinneruilen (Erebidae), uit de onderfamilie van de Arctiinae. De wetenschappelijke naam en de beschrijving van dit geslacht werden voor het eerst in 1866 gepubliceerd door Francis Walker.

## Soorten
- L. aethalocis Hampson, 1914
- L. agraphia Hampson, 1900
- L. bilineata Bethune-Baker, 1904
- L. bivittata Rothschild, 1912
- L. castanea Rothschild, 1912
- L. contigua Rothschild, 1916
- L. dampierensis Rothschild, 1916
- L. erema Collenette, 1935
- L. errata van Eecke, 1927
- L. flavobrunnea Rothschild, 1912
- L. flavogrisea Rothschild, 1912
- L. fulginosa Walker, 1862
- L. hypolius Rothschild, 1916
- L. laniafera Hampson, 1900
- L. malayana Holloway, 1982
- L. melaleuca Walker, 1866
- L. nigra Eecke, 1929
- L. obliquilinea Hampson, 1900
- L. orbonella Hampson, 1900
- L. pallida Hampson, 1900
- L. phyllodes Meyrick, 1886
- L. pleuroptycha Turner, 1940
- L. plicata Hampson, 1900
- L. pristina Walker, 1866
- L. punctifer Hampson, 1900
- L. transcripta T.P. Lucas, 1890
- L. umbrina Rothschild, 1916